# My Singing Monsters
My Singing Monsters è un videogioco del 2012 sviluppato da Big Blue Bubble.
Questo gioco presenta una modalità di gioco come giocatore singolo con interazioni con altri utenti e necessita di un'attiva connessione ad internet.

## Modalità di gioco
My Singing Monsters ha come unica modalità di gioco il single player con delle interazioni da parte di un utente con un altro (es. attraverso le migliori isole, o con l'aggiunta di amici anche tramite social network come Facebook). Inoltre questa modalità come l'intero gioco è completamente gratuita anche se presenta degli acquisti in-app per guadagnare monete, diamanti e cibarie, con i quali si sbloccano articoli premium che costano diamanti.
Dato il successo del gioco gli sviluppatori hanno ideato alcuni seguiti come My singing Monsters: Dawn of Fire o My Singing Monsters: Composer, o la versione per PS Vita, o degli spin-off come My Mammut, My Pom Pom, Furcorn's Jelly Dreams e Jammer splash.

## Scopo del gioco
L'obiettivo di My Singing Monsters è collezionare più mostri cantanti possibili comprandoli dal mercato con le monete, i diamanti o le reliquie, o facendo accoppiare due mostri nella struttura di allevamento e creando un incrocio tra i due elementi principali. Posizionando poi questi mostri su tutte le isole sbloccabili si raggiunge la fine del gioco con delle melodie diverse per ogni isola. Esistono non solo i mostri naturali o comuni, ma ci sono anche quelli di classe di fuoco, anche con delle isole apposite, i mostri eterei, che costano diamanti e sono molto rari, con un'isola che possiede una valuta speciale, i mostri soprannaturali, i mostri magici, i mostri mitici, i mostri stagionali, quelli rari e quelli epici, che non sono altro che versioni differenti dei mostri normali. 

### My Singing Monsters: Dawn of Fire
My Singing Monsters: Dawn of Fire è un prequel dell'originale My Singing Monsters, ambientato in un'epoca in cui nacque l'elemento del fuoco. A differenza del gioco originale, la canzone principale è sul continente, formata in modo simile a Pangaea. I mostri in forma di bambino vengono inizialmente generati nel continente, ognuno dei quali suona una melodia unica che contribuisce al tema musicale. Ogni mostro richiede un set unico di "oggetti di fabbricazione" che possono essere utilizzati per aumentare il loro livello; la compilazione di queste richieste ricompenserà la valuta di gioco, oltre a vantaggi aggiuntivi che possono sbloccare funzionalità aggiuntive del gioco. A un certo livello di mostri, i mostri del bambino sono in grado di teletrasportarsi permanentemente in altre isole conosciute come "Isole Esterne" come mostri adulti, acquisendo nuove linee musicali su un'isola con un gruppo unico di mostri musicali che producono un tema musicale completamente diverso.
In questo prequel, si scopre che dopo la creazione del Fuoco nascono i Nuclei Stagionali  e successivamente i Mitici.

### My Singing Monsters: Composer
My Singing Monsters: Composer è un prequel dell'originale My Singing Monsters,  dove si può comporre musica. A differenza dell'isola del compositore del my singing monsters originale, questa app ha più mostri come rari, stagionali, eterei e talphipster, un pianoforte ed una possibilità di aggiungere 5 note con un mostro selezionato. Altri mostri verranno aggiunti in futuro. Con l'aggiornamento di Giugno 2024, dal gioco si può sbloccare un preciso mostro che si potrà posizionare nel gioco originale, e i mostri si possono spostare e girare come si vogliono nell'isola. Nel Play Store e nel App Store, costa €4,69.